# Pieros Sotiriou
Pieros Sotiriou, född 13 januari 1993 i Nicosia, är en cypriotisk fotbollsspelare som spelar för bulgariska Ludogorets Razgrad.

## Klubbkarriär
Den 25 april 2017 värvades Sotiriou av FC Köpenhamn, där han skrev på ett femårskontrakt med start från den 1 juli 2017. Den 20 februari 2020 värvades Sotiriou av kazakiska Astana, där han skrev på ett treårskontrakt.
I februari 2021 värvades Sotiriou av bulgariska Ludogorets Razgrad, där han skrev på ett 3,5-årskontrakt.